# Petra Blaisse
Petra Blaisse (Londen, 1955) is een Brits-Nederlands ontwerpster.
Zij begon haar carrière als ontwerpster op de afdeling Vormgeving van het Stedelijk Museum te Amsterdam en richtte in 1991 haar eigen bureau op: Inside Outside. Zij werkt als interieurontwerpster, landschapsarchitect en tentoonstellingsmaakster. Voor de entree van het vernieuwde Stedelijk museum ontwierp zij een wandtapijt van 200 m². Het tapijt is 14 meter hoog en is uitgevoerd in zwart, wit en grijs.
Met behulp van haar gordijnen en tapijten is Blaisse in staat om, voor grote culturele instellingen, architectonische problemen op te lossen. Met doeken, spiegels, groen en openheid weet ze de 'tirannie' van architectuur te doorbreken.
Blaisse is sinds 1986 de levenspartner van architect Rem Koolhaas.
Blaisse en haar bureau Inside Outside heeft opdrachten gerealiseerd voor o.a.: Casa da Música (Porto), Chazen Museum of Arts & Design (Madison, Verenigde Staten), de CCTV-toren (Peking) en de Shenzhen Stock Exchange. 